# Schlangenschnaps

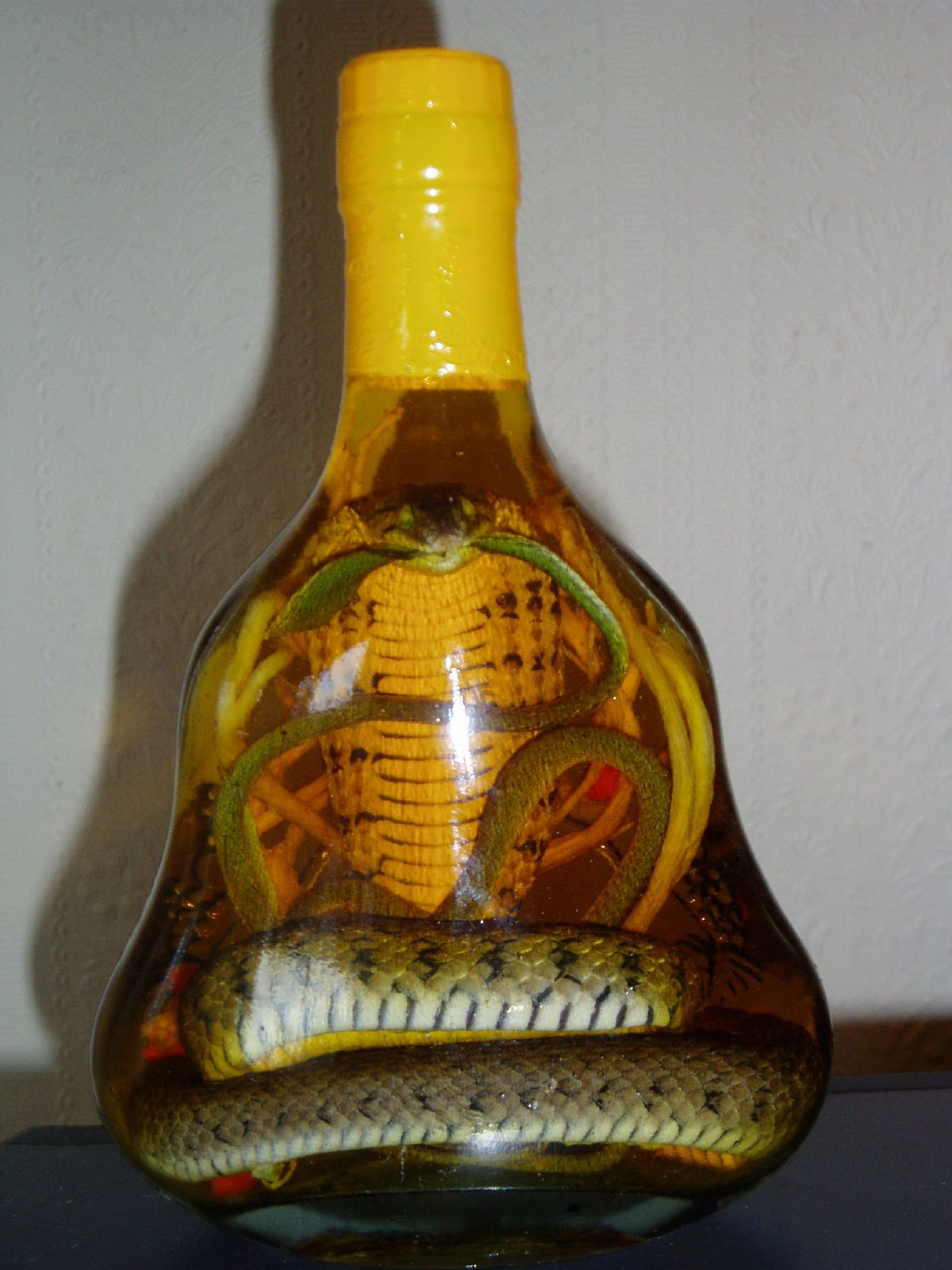
Vietnamesischer Schlangenschnaps – vermutlich mit Gelbflecken-Fischnatter und einer Peitschennatter

Schlangenschnaps oder Schlangenwein (vietnamesisch rượu rắn; chinesisch 蛇酒 shéjiǔ) ist ein alkoholisches Getränk mit der Besonderheit, dass sich in der Flasche der Körper einer Schlange befindet. Es werden bevorzugt Giftschlangen benutzt, das Schlangengift wird allerdings durch den Alkohol denaturiert.

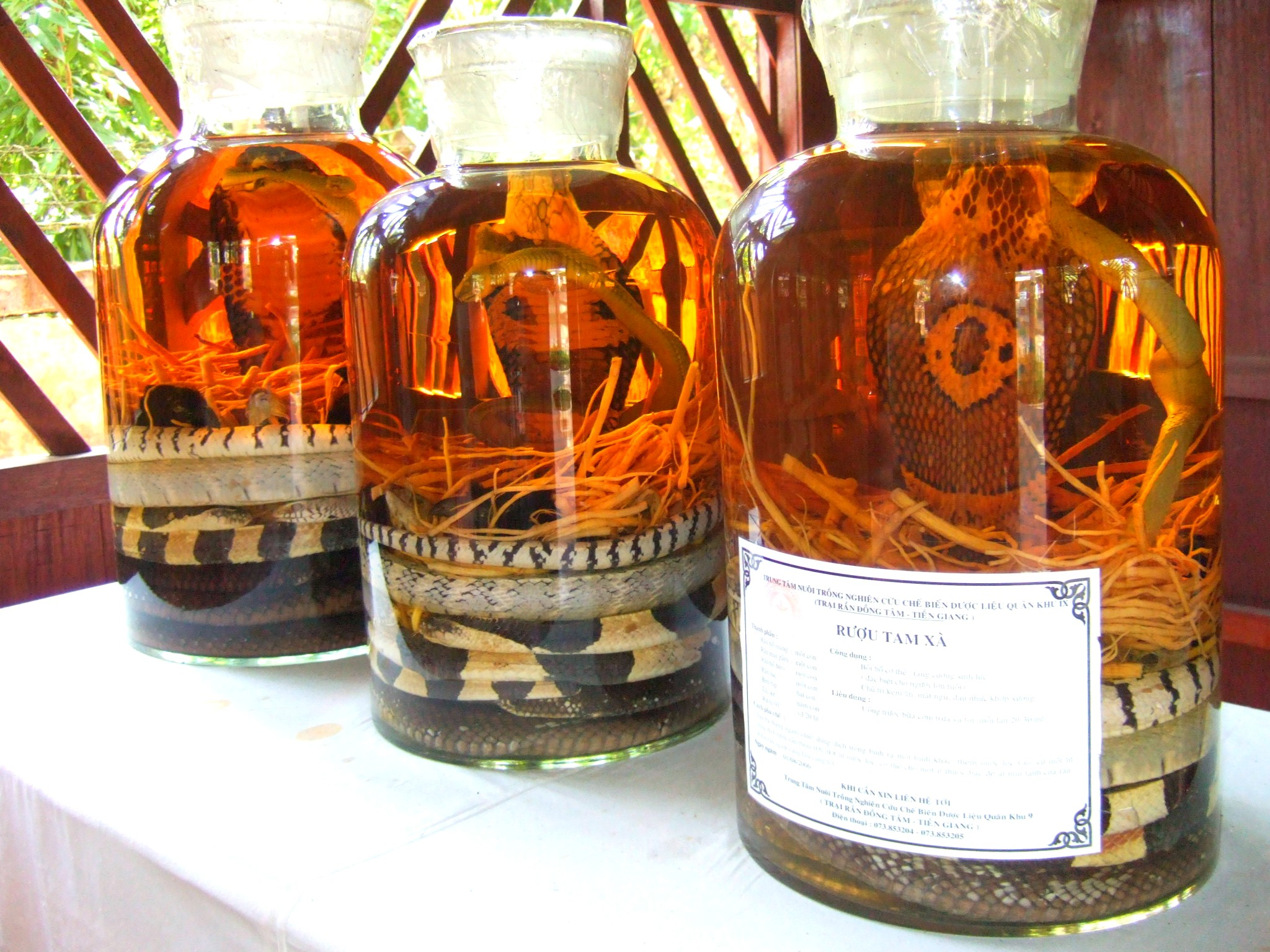
Schlangenschnaps in Vietnam

Schlangenschnaps wurde zuerst in Vietnam hergestellt. Mittlerweile ist das Getränk in großen Teilen Südostasiens bis nach Südchina zu finden. Man spricht dem Schlangengift in diesen Gegenden Heilwirkungen für fast jede Krankheit zu. Auch soll es bei Potenzstörungen helfen. Viele dieser Behauptungen sind allerdings werblich überspitzt oder frei erfunden. Der Import von Schlangenschnaps ist in vielen Ländern verboten. Giftschlangen wie Kobras, Kraits und andere stehen zumeist unter Artenschutz und dürfen aus diesem Grunde nicht eingeführt werden.
Die am häufigsten verwendete Schlangenart in Vietnam ist die Gelbflecken-Fischnatter (Fowlea flavipunctata). Dabei wird die Haut am Nacken oft gedehnt, um sie mehr nach einer Kobra aussehen zu lassen. Weniger häufig verwendet werden unter anderem Wassertrugnattern wie zum Beispiel die Gestreifte Wassertrugnatter (Enhydris enhydris), Kobras (Monokelkobra und Siamesische Speikobra), Peitschennattern (Grüne Peitschennatter und Nasen-Peitschennatter) und seltener Kraits,  Bambusottern, Dunkle Tigerpythons und die Indische Warzenschlange (Acrochordus granulatus).
Schlangenschnaps gibt es in zwei Varianten:
Bei einer wird der Körper einer toten Schlange in eine Flasche Reiswein eingelegt. Meist befinden sich in der Flasche weitere kleine Schlangen, Schildkröten, Insekten oder auch kleine Vögel. Die Flüssigkeit mit der Schlange wird für einige Monate gelagert.
Bei der zweiten Variante handelt es sich um ein Gemisch von Reiswein mit Körpersekreten einer Schlange. Meist wird dazu das Schlangenblut benutzt, in anderen Fällen wird der Wein aber auch mit Sekreten der Gallenblase der Schlange gemischt. Der Schnaps wird als Stärkungsmittel aus kleinen Tassen getrunken.
Im Jahr 1999 entdeckten deutsche Biologen bei einem Apotheker in Phong Nha (Mittelvietnam) in einer Schlangenschnapsflasche eine bis dahin wissenschaftlich völlig unbekannte Schlangenart, die sie aufgrund ihres charakteristischen Aussehens Dreihorn-Grubenotter nannten.
Auf den südjapanischen Ryūkyū-Inseln gibt es den Schlangenschnaps Habushu. Für diesen wird eine Habu-Schlange (Protobothrops flavoviridis) verwendet, eine dort endemisch vorkommende Spezies der Vipern.